# XX dinastia egípcia
A vigésima dinastia egípcia, primeira após a de Ramessés, o Grande, foi concebida pelo seu filho mais velho Kha, que desde jovem já era Sacerdote de um Templo de Memphis.[carece de fontes?]

## Lista de faraós
Nome de batismo, (nome do cartucho, nome escolhido pelo faraó) - data aproximada do reinado (ainda há muitas divergências quanto as datas.)
- Setnakht, (Userkhau-re-meryamun[2]) – 1196 - 1194 a.C.
- Ramessés III, (Usermaat-re-meryamun) – 1194 - 1163 a.C.
- Ramessés IV, (Hegamaat-re-setepenamun) – 1163 - 1156 a.C.
- Ramessés V, (Usermaat-re-sekheperenre) – 1156 - 1151 a.C.
- Ramessés VI, (Nebmaat-re-akhenamun) – 1151 - 1143 a.C.
- Ramessés VII, (Usermaat-re-setepenre-meryamun) – 1143 - 1136 a.C.
- Ramessés VIII, (Usermaat-re-Akhenamun) – 1136 - 1131 a.C.
- Ramessés IX, (Neferkare-setepenre) – 1131 - 1112 a.C.
- Ramessés X, (Khepermaat-re-setepenptah) – 1112 - 1100 a.C.
- Ramessés XI, (Menmaat-re-setepenpatah) – 1100 - 1070 a.C.